# Jenő Rejtő
Dans le nom hongrois Rejtő Jenő, le nom de famille précède le prénom, mais cet article utilise l’ordre habituel en français Jenő Rejtő, où le prénom précède le nom.
Jenő Rejtő, né Jenő Reich le 29 mars 1905 à Budapest et mort le 1er janvier 1943  à Evdakovo (ru) (oblast de Voronej, URSS), est un écrivain et journaliste hongrois. Il est également connu sous les pseudonymes de P. Howard et Gibson Lavery. Il est surtout l'auteur de nombreux romans d'aventures considérés à son époque comme ce qu'on appelle des « romans de quai de gare » sans valeur artistique, mais auxquels on a trouvé longtemps après sa mort de réelles valeurs littéraires.

## Biographie
Jenő Rejtő a eu une vie tumultueuse et une fin tragique.

### En Hongrie
Le futur écrivain naît dans une famille petite bourgeoise juive assimilée, après deux autres garçons. Son père est propriétaire d'une papeterie, puis employé de bureau dans de petites entreprises, et sa mère femme au foyer.
À l'école correspondant à l'élémentaire et au collège en France, il est bon en hongrois, allemand et histoire mais pour le reste, il est un élève médiocre et récalcitrant. Après cette école, il commence à fréquenter un établissement d'enseignement secondaire appelé « école commerciale » qui ne mène pas au baccalauréat, mais il en est bientôt renvoyé à la suite d'un conflit avec un professeur.
Adolescent, il s'intéresse plutôt au métier d'acteur, participant régulièrement à des spectacles d'enfants. Ayant une autre passion aussi, le sport, il fréquente des entraînements de boxe. Il commence en même temps à apprendre le français en autodidacte. Il a aussi des ambitions littéraires dès l'adolescence. À l'âge de 18 ans, il écrit une série de poèmes restés en manuscrits.
En 1924, à l'âge de 19 ans, il s'inscrit à une école privée de théâtre, qu'il termine en 1927. À un moment dans cette période, il change son nom en Rejtő qui ne deviendra pas officiel. Il joue plusieurs fois des rôles épisodiques mais se rend compte qu'il n'a pas assez de talent et renonce à une carrière d'acteur mais continue de vouloir devenir écrivain.

### À l'étranger
En 1927, Rejtő entreprend un périple avec, en poche 100 reichsmarks allemands prêtés par un ami. Il va d'abord à Berlin, où il cherche à apprendre la dramaturgie dans quelques théâtres. À court d'argent, il gagne sa vie en s'occupant du cheval d'un jokey, mais il ne tient pas en place. Il va a Hambourg, où il travaille comme docker et vend illégalement des parfums contrefaits dans des cafés, ce qui lui vaut d'être arrêté pendant quelques jours. Il passe en Suède, où il travaille au noir comme pêcheur, et il est expulsé. Il arrive en Suisse, où il colporte illégalement des broderies folkloriques hongroises, ce pourquoi il passe deux semaines en prison. De là, il va à Prague, puis à Vienne, vivant dans ces villes de travaux physiques occasionnels.
En 1930, il arrive à Paris, où il est tour à tour docker, vendeur de sucreries à Montparnasse, plongeur au restaurant de l'Hôtel Montalambert, finalement ouvrier dans une cimenterie de Poissy. Il continue son périple à Lyon comme journalier au Cirque Hagenbeck, avec lequel il va jusqu'à Avignon. Il abandonne le cirque et va à Marseille. Il s'y fait embaucher sur des cargos, arrivant ainsi dans des ports d'Espagne et en Corse. À Ajaccio, il travaille au noir aux réparations de fortifications.
Selon une autobiographie dont nombre d'affirmations sont mises en doute par la plupart des chercheurs, Rejtő retourne de Corse à Marseille et il s'engage dans la Légion étrangère, avec laquelle il arrive au Sénégal, mais peu de temps après, il veut retourner à Budapest et il s'entend avec un colonel médecin pour que celui-ci le déclare inapte au service.
Il est plus probable qu'il va de Corse à Gênes, où il traîne quelques semaines sans abri, puis à Milan. Comme il n'a plus de passeport, au consulat de Hongrie on lui délivre un passeport provisoire, mais les autorités italiennes le prennent pour faux et expulsent Rejtő en Autriche. Il est arrêté à Klagenfurt mais s'évade et retourne illégalement à Venise. Là, il simule la folie jusqu'à pouvoir se procurer un billet de train, arrive à Trieste, et finalement à Budapest.
Au cours de tout ce périple, Rejtő a affronté la pauvreté, étant souvent affamé et sans abri. Il a voyagé par les moyens les plus divers: au début en train, puis plutôt sur le toit de wagons, en cargo, en camion, en tracteur, en charrette ou à pied.

### De nouveau en Hongrie
À Budapest, Rejtő s'engage à un petit journal, ayant plusieurs fonctions: reporter, metteur en page, secrétaire de rédaction, pour un très petit salaire. Il donne aussi des leçons particulières de français.
Un tournant dans sa vie se produit lorsqu'il rencontre par hasard un ami d'enfance qui écrit des sketchs pour un théâtre de cabaret. L'ami fait de lui son coauteur. En 1932, un de leurs sketchs a un succès retentissant. Ils continuent d'écrire ensemble, mais Rejtő seul aussi, des sketchs qui jouissent également de succès. Avec plus de cent sketchs, plusieurs livrets d'opérettes et comédies écrits par la suite, Rejtő devient de plus en plus connu. L'une de ses opérettes, présentée en 1934, est jouée plus de 150 fois. Pour la première fois, il arrive à ne plus avoir de soucis matériels mais il dépense son argent sans aucune mesure.
Il commence aussi à écrire des proses inspirées des expériences de son périple. La première est la nouvelle A párisi front (Le front parisien), publiée dans un magazine de littérature de quai de gare. Il se lance effectivement à partir de 1936, sous les pseudonymes P. Howard, puis Gibson Lavery, en publiant de nombreux romans, la plupart chez les éditions Nova largement orientées vers la littérature de quai de gare, puis chez trois autres éditeurs.
En 1937-1938, il passe avec sa femme presque une année en Italie, d'où il envoie à son éditeur des fragments des romans auxquels il travaille et quelques articles à un journal.
L'écrivain passe beaucoup de temps au Café Japán, fameux pour ses clients écrivains de renom, où il écrit quand il ne fait pas la fête ou ne joue pas aux cartes ou aux échecs. Il travaille beaucoup, mais aussi il consomme beaucoup d'alcool, de cigarettes, d'amphétamines, de somnifères, et il perd beaucoup d'argent aux cartes, à la roulette ou aux courses de chevaux. À un moment, il est épuisé nerveusement. En 1939, il passe deux mois dans un sanatorium mais ensuite il travaille tout aussi intensément.

### La fin
En 1938 est émise une première loi discriminant les juifs, suivie de trois autres, de plus en plus dures. La situation des juifs se détériore davantage en 1941, quand la Hongrie entre dans la Seconde Guerre mondiale, puis encore plus par une loi de 1942 qui prévoit le recrutement des jeunes hommes juifs à ce qu'on appelle le « service du travail » au lieu du service militaire, et la mobilisation des réservistes juifs au même service. Ils sont emmenés au front sans armes et encadrés de gardiens, pour effectuer des travaux dangereux. L'écrivain échappe à ce service jusqu'à ce qu'un journal proche du Parti des Croix fléchées, pro-nazi, publie, en octobre 1942, un ample article sur Rejtő, le juif qui écrit ses romans au Café Japán sans qu'on lui remette son ordre de mobilisation.

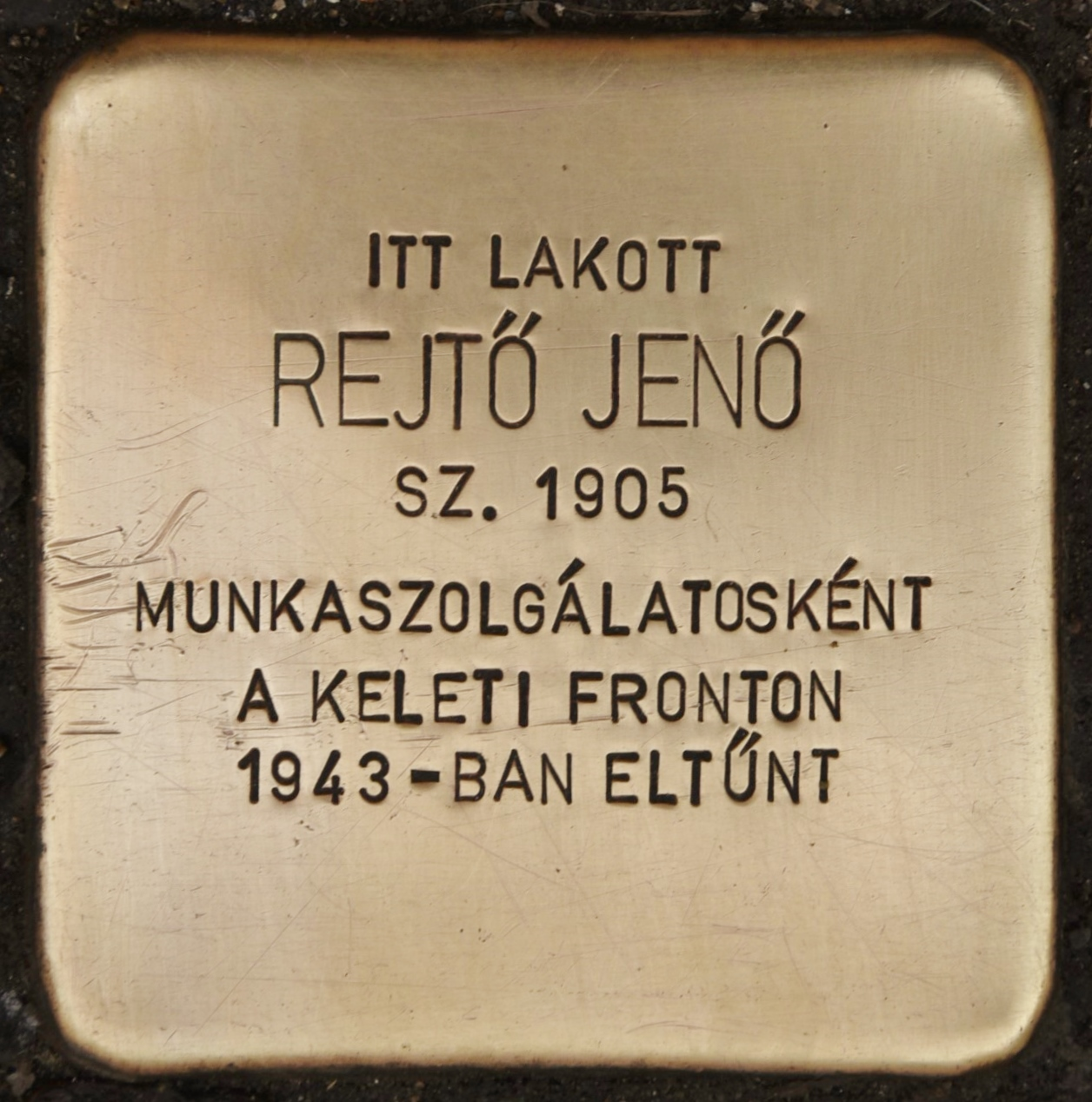
Pavé commemoratif devant l'un des domiciles de Jenő Rejtő, rappelant son sort.

Aussitôt après, il reçoit cet ordre et fin novembre il est emmené au front. En décembre il fait déjà très froid en Russie. Il arrive épuisé près du village d'Evdakovo de l'oblast de Voronej. Beaucoup de ses camarades meurent de froid ou du typhus exanthématique. Lui aussi attrape cette maladie et, selon une information non confirmé, officiellement, il meurt le 1er janvier 1943. Officiellement, il est mentionné comme disparu à cette date.
En 2003, on a inauguré à Roudkino (en), dans l'oblast de Voronej, un cimetière avec les fosses communes des militaires hongrois morts dans la région, avec des plaques commémoratives pour 5 600 militaires, sans qu'il soit attesté officiellement sur tous qu'ils y sont enterrés. Sur l'une d'elle figure le nom de l'écrivain aussi.

### Vie privée
Rejtő a de nombreuses relations amoureuses marquées par des infidélités. Il se marie en 1935 avec l'une de ses dactylographes auxquelles il dicte ses écrits, mais ils se séparent un an et demie après, puis ils divorcent. Vers la fin de la guerre, cette femme sera déportée, étant une victime de la Shoah.
L'écrivain se remarie en 1937 avec une autre dactylographe, qui est aussi traductrice. Leur mariage non plus ne dure pas plus d'un an. Il a encore une liaison relativement durable mais ils ne peuvent pas se marier, à cause des lois raciales qui interdisent les mariages entre juifs et chrétiens. Rejtő n'a pas eu d'enfants.

## Œuvre
Jenő Rejtő a beaucoup écrit, surtout des romans, qu'on peut classer en trois catégories :
- romans d'aventures ayant pour cadre la Légion étrangère ;
- romans policiers ;
- romans westerns.

À part les romans, il a écrit des récits de voyage, des nouvelles, des comédies, des sketchs comiques et des livrets d'opérettes, tous inédits pendant sa vie et publiés à partir des années 1960.
L'œuvre de l'écrivain est complétée par le synopsis ou le scénario de quelques films, qu'il a écrit seul ou en collaboration, en son nom ou en tant que nègre.

### Adaptations
D'après des romans de l'écrivain ont été réalisés trois films de cinéma, deux films fixes, de nombreux spectacles de théâtre, plusieurs pièces de théâtre radiophonique, des émissions de radio et de télévision avec des sketchs. Les nombreuses bandes dessinées d'après ses romans, publiées en feuilletons dans des revues ou en volumes, occupent également une place importantes dans son héritage,.

### Réception de l'œuvre
Les romans de Rejtő étaient et restent populaires en Hongrie. Leur réédition posthume commence après la guerre, en 1946 mais cesse en 1947. On les trouve seulement au marché noir, parce que le régime politique communiste de type stalinien les interdit. Leur réédition recommence en 1956 et plus tard on publie aussi de ses écrits inédits. En même temps, ils attirent l'attention d'historiens et de critiques littéraires.
Rejtő est peu connu en dehors de la Hongrie. Seuls quelques-uns de ses romans ont été traduits mais, en nombres différents, en dix-huit langues. La base de données de la Bibliothèque nationale de France contient une seule traduction en français : Quarantaine au Grand Hôtel, traduit par Georges Kassai, adapté par Christiane Merigon, Les Éditeurs français réunis, 1965. Un roman paru plus récemment en français est L'Automobile de 14 Carats d'Or, traduit pas Evguenia Lewinski, Create Space Independent Publishing Platform, 2016,  (ISBN 9781514887509).

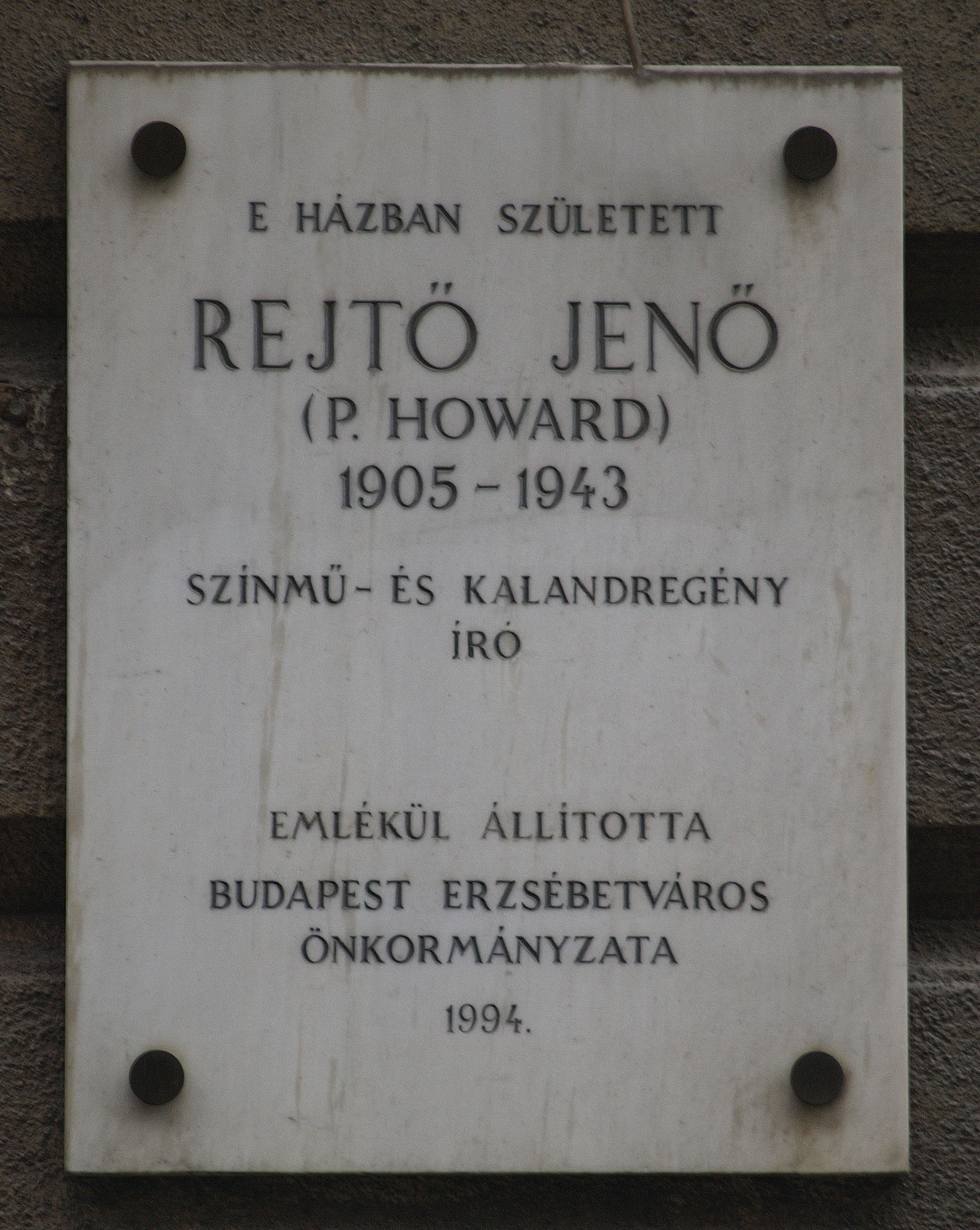
Plaque commémorative à l'un des domiciles de Jenő Rejtő.

Durant sa vie et jusque vers la fin des années 1950, Rejtő a été considéré uniquement comme un écrivain de romans de quai de gare, mais après cette période, l'histoire et la critique littéraires l'ont trouvé digne d'être présent dans l'histoire de la littérature hongroise de qualité. La caractéristique principale de l'écrivain est l'humour mené jusqu'au grotesque et à l'absurde, servi par un langage inventif, riche en jeux de mots, ce qui fait de ses romans des parodies de romans de quai de gare. Ainsi, son œuvre s'élève vers la littérature de qualité, sans pour autant que l'auteur soit un artiste et un penseur suffisamment grand pour qu'au moins l'un de ses livres atteigne un niveau de chef-d'œuvre.
Rejtő ne commence à être honoré que longtemps après sa mort, grâce à sa popularité. Depuis 1999, il est citoyen d'honneur post-mortem du 7e arrondissement de Budapest (Erzsébetváros), on lui consacre des expositions et des festivals, on donne son nom à des voies publiques, des titres de ses livres et des noms de ses personnages apparaissent sur des enseignes de cafés et de restaurants, etc.